# Eugeniusz Dutkiewicz
Eugeniusz Dutkiewicz, właściwie Ryszard Eugeniusz Dutkiewicz (ur. 16 lipca 1947 w Sianowie k. Koszalina, zm. 11 września 2002 w Gdańsku) – ksiądz pallotyn, jeden z prekursorów ruchu hospicyjnego w Polsce.

## Kapłaństwo
Eugeniusz Dutkiewicz urodził się 16 lipca 1947 w Sianowie koło Koszalina. W 1965 wstąpił do Stowarzyszenia Apostolstwa Katolickiego. Po święceniach kapłańskich, które przyjął 11 czerwca 1972 w Wyższym Seminarium Duchownym w Ołtarzewie z rąk bp. Władysława Miziołka, trafił do Gdańska, z którym związał całe swoje życie kapłańskie. Pracował w obu pallotyńskich placówkach Gdańska. Został też kapelanem Gdańskiego Uniwersytetu Medycznego.
Pracy wśród chorych i duszpasterstwu służby zdrowia poświęcił całe swoje kapłaństwo. Ks. Dutkiewicz był pierwszym proboszczem parafii Matki Bożej Częstochowskiej w Gdańsku-Wrzeszczu.

## Hospicjum
W 1984 ks. Eugeniusz Dutkiewicz rozpoczął budowę gdańskiego hospicjum – współtworząc "polski model hospicjum domowego". Utworzone przez niego Hospicjum Pallottinum stało się wzorem dla hospicjów w całym kraju. Ks. Eugeniusz, mianowany przez Episkopat Polski w 1987 Krajowym Duszpasterzem Hospicjum, stał się niestrudzonym propagatorem hospicyjnej troski o nieuleczalnie chorych i ich rodziny.
Podczas pielgrzymki Jana Pawła II do Polski w 1987, przygotowywał spotkanie z chorymi w bazylice Mariackiej w Gdańsku.
Ks. Eugeniusz Dutkiewicz starał się być w każdym nowym hospicjum w Polsce, tworząc jednocześnie w Gdańsku w 1991, Ogólnopolskie Forum Ruchu Hospicyjnego. Od 1993, jako członek Krajowej Rady ds. Opieki Paliatywnej i Hospicyjnej przy Ministerstwie Zdrowia, brał udział w pracach, które doprowadziły do powstania "Programu rozwoju opieki paliatywnej i hospicyjnej w Polsce".
Stałym elementem pracy Krajowego Duszpasterza Hospicjum były rekolekcje, dni skupienia i referaty wygłaszane przy okazji niezliczonych spotkań formacyjnych.
Wobec rosnącego zapotrzebowania na opiekę hospicyjną ciągle rozszerzał działalność Hospicjum Gdańskiego. Jedną z zauważalnych potrzeb była budowa hospicjum stacjonarnego, w którym mogliby zakończyć życie chorzy pozbawieni rodziny lub wymagający szczególnej opieki.

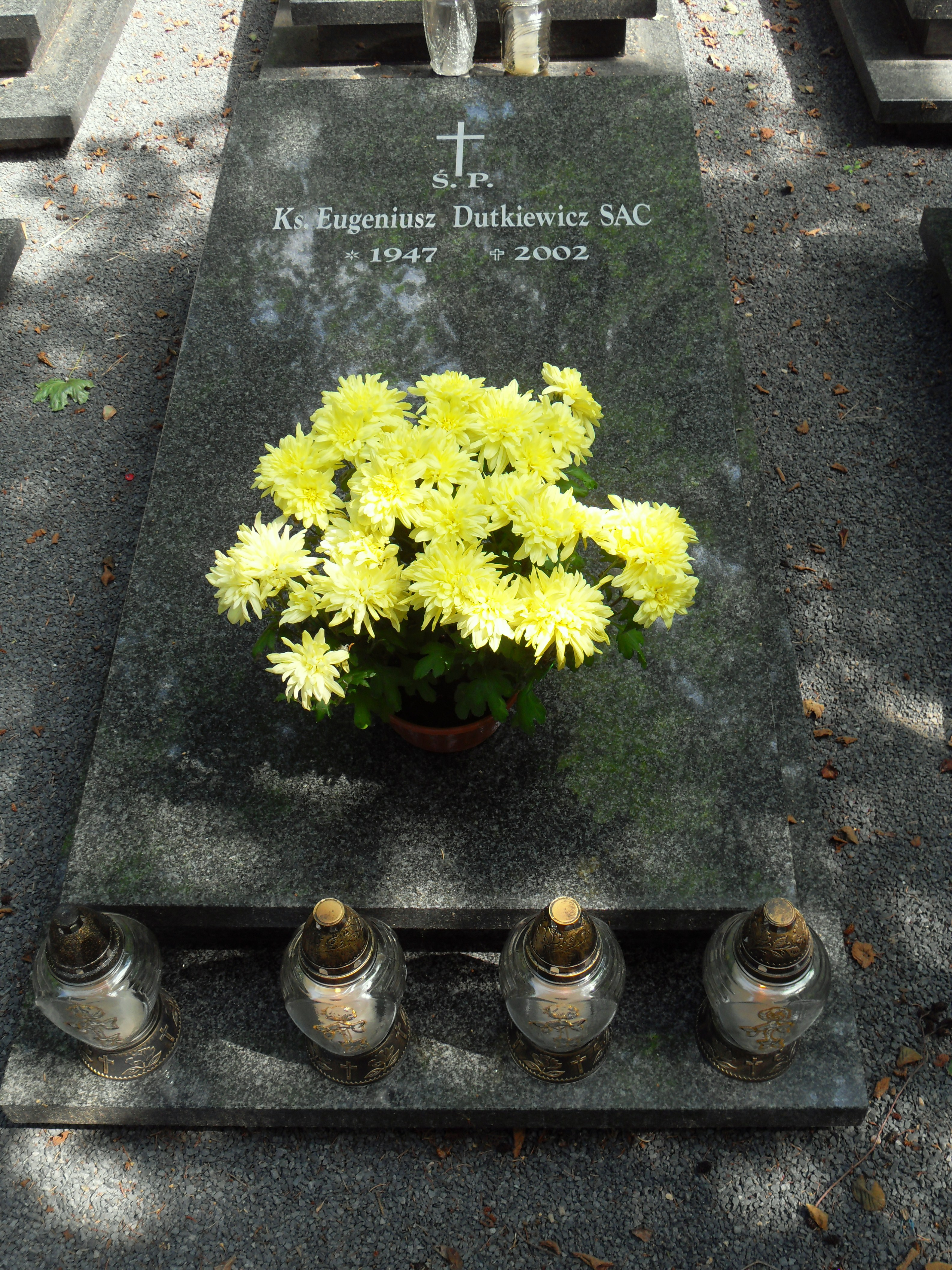
Grób na gdańskim cmentarzu Srebrzysko

Szczególną troską ks. Dutkiewicza była formacja duszpasterzy hospicjum i służby zdrowia. Dzięki jego pomocy w Ogólnopolskich Warsztatach Formacyjnych dla Kapelanów Służby Zdrowia i Hospicjum w 1999 w Gdańsku udział wzięli kapelani z całej Polski. Wypracowany przez ks. Dutkiewicza program formacyjny jest tamtego czasu stosowany jako metoda przygotowania do pracy w duszpasterstwie służby zdrowia i posłudze hospicyjnej dla seminarzystów i kapelanów.

## „Solidarność”
W okresie pierwszej „Solidarności” ks. Eugeniusz Dutkiewicz był zaangażowany w działalność opozycyjną pod pseudonimem "Chudy". Pomagał internowanym i ich rodzinom w latach stanu wojennego. Pallotyński dom przy ul. Skłodowskiej-Curie w Gdańsku był miejscem spotkań opozycji, centrum wydarzeń kulturalnych i spotkań modlitewnych.
Ks. Eugeniusz Dutkiewicz zmarł nagle 11 września 2002 w wieku 55 lat. Spoczywa na gdańskim cmentarzu Srebrzysko (rejon I, groby rodzinne D, grób księży pallotynów).
10 grudnia 2007 ks. Dutkiewicz został pośmiertnie honorowym obywatelem Gminy i Miasta Sianów.